# Максимовское сельское поселение (Белгородская область)
Макси́мовское се́льское поселе́ние — упразднённое муниципальное образование в Шебекинском районе Белгородской области.
Административный центр — село Максимовка.
19 апреля 2018 года упразднено при преобразовании Шебекинского района в Шебекинский городской округ.

## История
Максимовское сельское поселение образовано 20 декабря 2004 года в соответствии с Законом Белгородской области № 159.

## Население
| 2010  | 2011  | 2012  | 2013  | 2014  | 2015  | 2016  |
| ----- | ----- | ----- | ----- | ----- | ----- | ----- |
| 2332  | ↗2333 | ↘2327 | ↘2322 | ↗2334 | ↘2299 | ↘2274 |
| 2017  | 2018  |       |       |       |       |       |
| ↘2245 | ↘2187 |       |       |       |       |       |

## Состав сельского поселения
| №  | Населённый пункт | Тип населённого пункта       | Население |
| -- | ---------------- | ---------------------------- | --------- |
| 1  | Бабенков         | хутор                        | ↘95       |
| 2  | Желобок          | хутор                        | ↘21       |
| 3  | Крепацкий        | хутор                        | ↘89       |
| 4  | Максимовка       | село, административный центр | ↗850      |
| 5  | Мешковое         | село                         | ↗528      |
| 6  | Саввин           | хутор                        | →0        |
| 7  | Стадников        | хутор                        | →74       |
| 8  | Терезовка        | село                         | →121      |
| 9  | Червона Дибровка | село                         | ↗520      |
| 10 | Шемраевка        | хутор                        | ↘34       |